# 小休伯特·摩斯·布列拉克
小休伯特·摩斯·布列拉克（Hubert M. Blalock, Jr.，1926年8月23日—1991年2月8日）是一位美國社會學家，致力於發展統計研究方法，因而獲得國際性的學術聲譽。他是華盛頓大學的社會學教授、美国社会学协会前任主席，以及美國國家科學院院士。國家學術出版社評價布列拉克為「20世紀後半形塑社會學學門的重要推手」。

## 榮譽
- 美國社會學會史托佛獎（英語：Stouffer Award），1973年[2]
- 美國統計協會會員，1974年[2]
- 美國文理科學院院士，1975年[2]
- 獲選為美國國家科學院院士，1976年[2]
- 美國社會學會主席，1978年－1979年[2]